# Villino Coppini

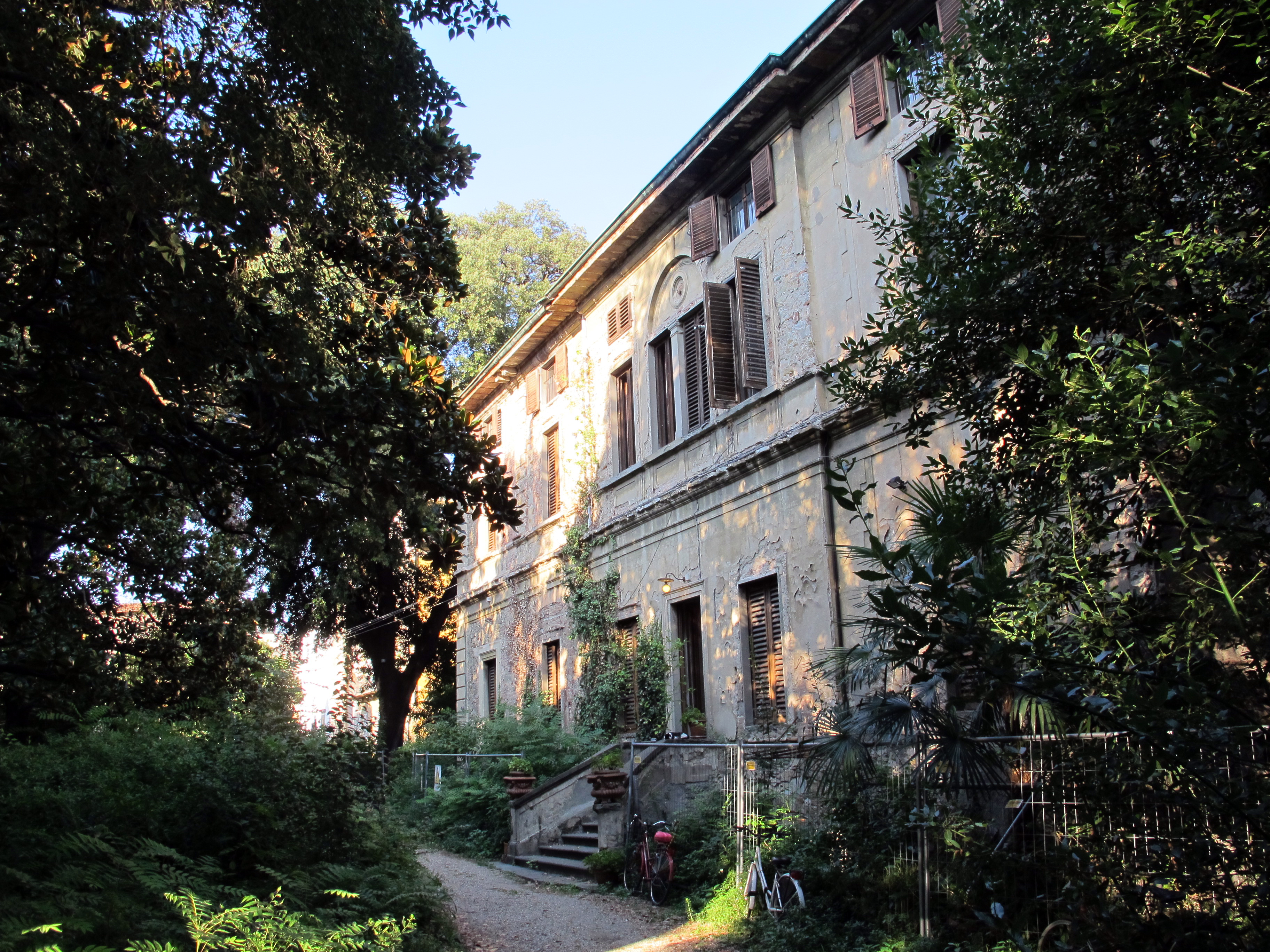
Il villino prima dei restauri

Il villino Coppini è un edificio di Firenze, situato in via Pietro Thouar 2 angolo viale della Giovine Italia 1.

## Storia e descrizione
L'edificio (a due piani più un mezzanino) presenta le caratteristiche proprie della villa, seppure di dimensioni contenute, con i fronti mossi e articolati da portici, terrazze e nicchie, tutti arretrati rispetto alla linea stradale in modo da lasciare spazio a un breve giardino che lo circonda su tutti i lati oltre il basso muro di cinta che perimetra la proprietà. Nella parte interna del giardino sono peraltro presenti una serra in ferro e vetro e un basso edificio già scuderia. 
Realizzato nel 1891 su commissione di un non meglio identificato "Coppini" passò poco dopo nelle proprietà del marchese Ugo Goretti Miniati, al quale si deve (come risulta dalla documentazione presente nell'Archivio Storico del Comune di Firenze) l'ampliamento sul lato destro dell'edificio principale, sotto forma di breve ala arretrata, da datarsi al 1929 ma condotto in assoluta sintonia con il disegno delle facciate ottocentesche. Da questo lato sono peraltro presenti due scudi con l'arme delle famiglie Goretti (di rosso, all'albero di pino sradicato al naturale, attraversato al tronco da un toro fermo di nero) e Miniati (di rosso, alla banda d'oro accompagnata in capo da una stella a otto punte dello stesso, e in punta da un crescente montante d'argento). 
Sulla base dei disegni pubblicati sul periodico "Ricordi di Architettura" il villino è riconducibile all'attività dell'architetto Pietro Berti, già attivo con varie realizzazioni su committenza alto borghese nelle nuove zone segnate dall'espansione edilizia della seconda metà dell'Ottocento, sia sui lungarni sia sui nuovi viali. La datazione è documentata dall'iscrizione nei cartigli posti sia sul fronte di via Pietro Thouar sia sull'addizione novecentesca (qui trasferita dalla precedente facciata in occasione dell'ampliamento), con la scritta "Anno D. MDCCCXCI". Si tratta comunque di una fabbrica decisamente signorile, eretta con sfarzo e volontà di segnare con la propria presenza la zona, anche facendo ricorso ad elementi decorativi di pregio. Si vedano ad esempio gli scudi con le insegne di Firenze e le quattro statue allegoriche femminili poste agli angoli alti dell'edificio, in capienti nicchie, firmate dallo scultore Vincenzo Rosignoli. La qualità e il carattere del progetto sono evidentemente da collegare a quello che doveva essere, secondo il piano di ampliamento della città di Giuseppe Poggi del 1865, il futuro della zona, pensata come quartiere residenziale alto borghese al pari di quello già sviluppatosi nella zona delle Cascine, nobilitata da un grande parterre verde nell'ampia area poi occupata, a partire dal 1909, dalla caserma Antonio Baldissera sul lungarno Guglielmo Pecori Giraldi. 
Lasciata per lunghi anni in stato di abbandono, con il giardino inselvatichito (come segnalato nella precedente redazione di questa scheda datata all'agosto 2008), la proprietà è stata oggetto di un complesso cantiere di consolidamento e di restauro negli anni 2016-2018. Attualmente e dalla fine del 2018 il villino è occupato da una sede di Banca Generali. Si segnala, nella grande sala al terreno, una grande tela a decorare il soffitto con una scena allegorica, opera di Giulio Bargellini.

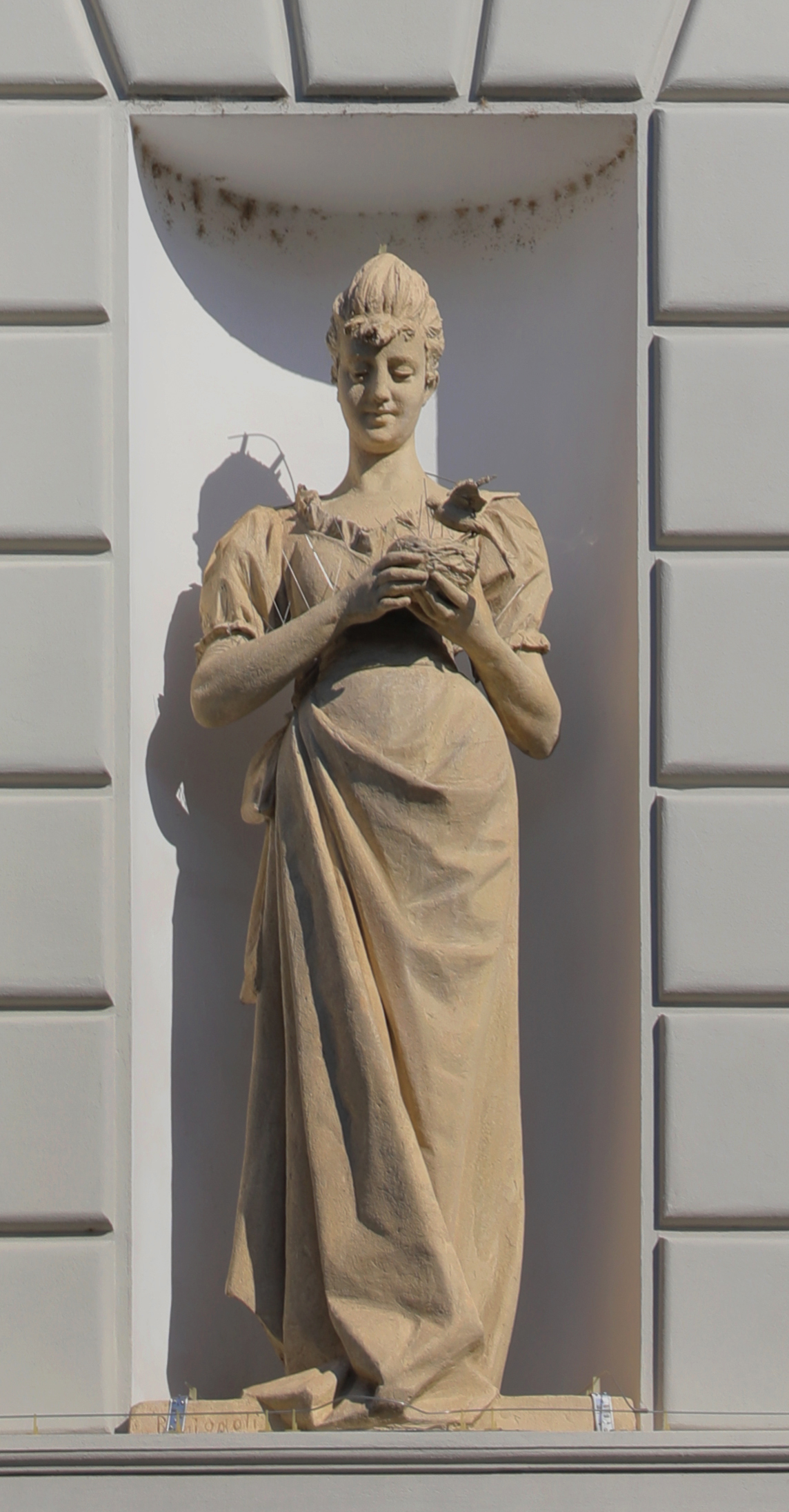
Scultura allegorica di Vincenzo Rosignoli
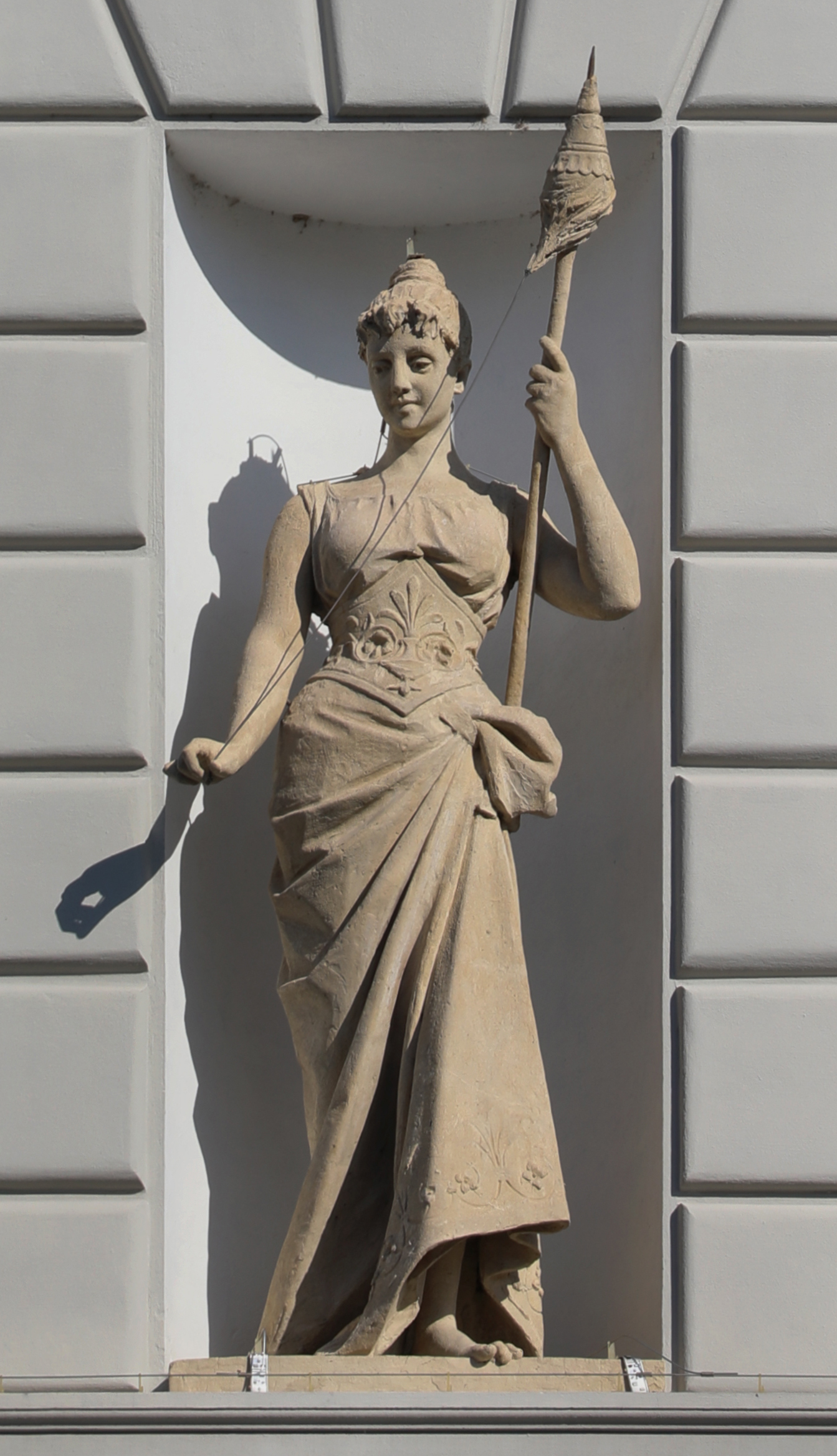
Scultura allegorica di Vincenzo Rosignoli
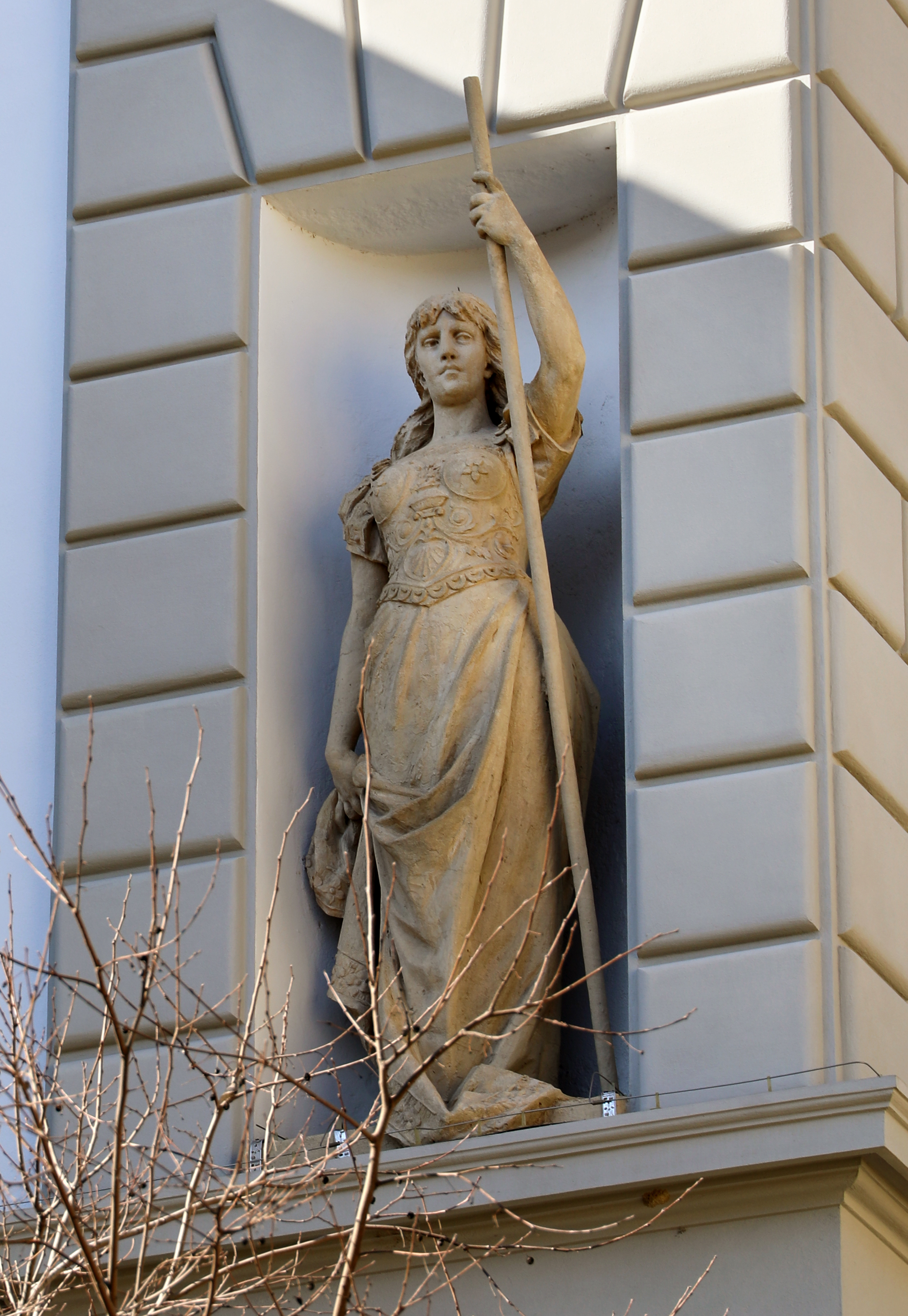
Scultura allegorica di Vincenzo Rosignoli
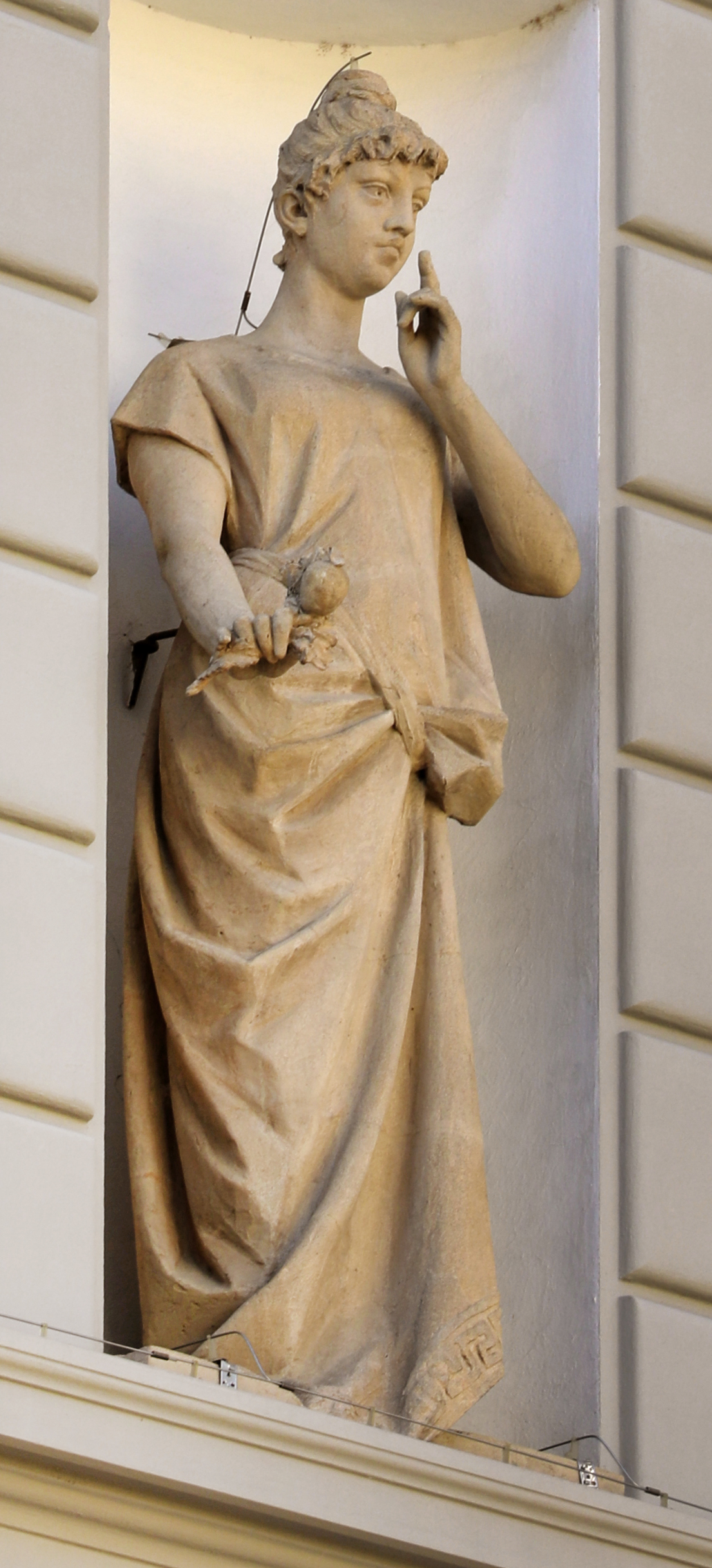
Scultura allegorica di Vincenzo Rosignoli